# Cá chày mắt đỏ
Cá chày mắt đỏ hay cá rói (danh pháp hai phần: Squaliobarbus curriculus) là loài cá duy nhất hiện được công nhận trong chi Squaliobarbus. Loài cá này sinh sống trong khu vực từ lưu vực sông Amur, bán đảo Triều Tiên qua Trung Quốc tới Việt Nam.
Một trong những họ hàng gần nhất của nó là cá trắm cỏ (Ctenopharyngodon idella).
Tại Việt Nam, cá chày được coi là đặc sản miền thượng du Bắc Việt lưu vực sông Đà và sông Thao.